# Брати (фільм, 2009)
«Брати» (англ. Brothers) — американський фільм 2009 року в жанрі військової драми. В головних ролях Наталі Портман, Джейк Джилленгол та Тобі Маґвайр. Стрічка створена за мотивами данського фільму 2004 року «Brodre» Сюзанн Бієр, сценарій до якого був написаний нею спільно з Андерсом Томасом Йенсеном.

## Сюжет
Молодий офіцер Сем Кехілл зустрів непутящого брата Томмі, який недавно вийшов з в'язниці. Через кілька днів він залишає дружину Грейс з дочками і вирушає до Афганістану, де його вертоліт збивають повстанці. Родині приходить похоронний лист, і Томмі починає піклуватися про Грейс та дівчаток. Незабаром Томмі завойовує прихильність племінниць і майже заміняє їм батька. Вони з Грейс стають дуже близькі і між ними спалахує почуття.
В цей час знаходячись в полоні Сем під тиском убиває свого друга Джо, який потрапив у полон разом з ним. Сем в жаху від цього вчинку і не знає, що робити. Через кілька днів його рятують і він повертається додому. Він став замкнутим і позбавленим почуття гумору, дочки бояться його і хочуть, щоб замість нього з ними був Томмі. Вбивство Джо Сем зберігає в таємниці.
Крім того, він переконаний, що Грейс і Томмі переспали. На дні народження молодшої дочки старша дочка Сема, Ізабель, навмисно дратує його і несподівано заявляє батькові, що його підозри з приводу дружини і брата абсолютно точні. Сем в гніві громить кухню і ледь не вбиває Томмі, який спробував його заспокоїти. Сем намагається заподіяти собі смерть на очах у поліціянтів, що приїхали, але приходить до тями і здається.
Проходить деякий час, Сем проходить тривале лікування в психіатричній клініці. Грейс читає лист, який Сем написав їй на випадок свого неповернення з війни. Він просить вибачення у брата і пояснює Грейс причини свого гніву. Вона пробачає його.

## У ролях
- Тобі Маґвайр — Капітан Сем Качілл
- Джейк Джилленголл — Томмі Качілл
- Наталі Портман — Грейс Качілл
- Сем Шепард — Хенк Качілл
- Мер Віннінґем — Елсі Качілл
- Кліфтон Коллінс — Майор Кавазос
- Бейлі Медісон — Ізабелла Качілл
- Тейлор Гір — Маггі Качілл
- Патрік Флугер — Джо Вілліс
- Кері Малліган — Кассі Вілліс
- Дженні Вейд — Тіна
- Омід Абтахі — Юсуф
- Ітан Саплі — Свіні
- Рей Превітт — Овен